# We Thought About Duke
We Thought About Duke ist ein Jazzalbum von Franz Koglmann und Lee Konitz, das vom 6. bis 9. Juni 1994 in einer Ko-Produktion von WDR und dem Jazzlabel HatHut Records entstand, durch Peter Pfister aufgenommen und im folgenden Jahr veröffentlicht wurde. Es ist ein Tribut-Album an die Musik Duke Ellingtons.

## Die Musik
Bereits in den späten 1980er Jahren rückte die Beschäftigung mit der Jazztradition für Franz Koglmann in den Vordergrund; im Album About Yesterday’s Ezzthetics (1987) beschäftigte er sich mit dem Werk des Komponisten George Russell, in A White Line (1989) mit dem Jazz-„Outsider“ Richard Twardzik und in Orte der Geometrie (1988) mit dem Trompeter und Komponisten Johnny Carisi.
Koglmann versteht Ellington als Inspirationsquelle, der in seinen Kompositionen und Arrangements eine Vielzahl von Quellen verarbeitete. „Das Prinzip ‚Ellington‘ wird zerlegt und säuberlich zusammengesetzt zu einem ‚Koglmann‘“, so Konrad Heidkamp in seiner Analyse des Werks. „Wie will man den Ellington nochmal machen? Das ist eine schwierige Angelegenheit. Da lässt sich nichts verbessern. Man kann nur versuchen, zu zeigen, was Ellington bewirkt hat – und das wieder in den Ellington hineintragen, die Instrumentation, die persönliche Klangfarbe, die Art und Weise, musikalische Formen zu entwickeln“, äußerte sich Koglmann selbst zu seiner Intention. Der Trompeter, der ähnlich wie Ellington selbst, Kompositionen für seine verschiedenen Bandprojekte geschrieben hatte, arrangierte hier „Variationen“ – so Art Lange in den liner Notes –, die Ellington in einen neuen Kontext einbetten. Koglmann erreichte dies mit Arrangements für zwei unterschiedliche Formationen; zum einen spielte er mit dem Monoblue Quartet, bestehend aus Koglmann, dem Saxophonisten und Klarinettisten Tony Coe, dem Gitarristen Burkhard Stangl und dem Bassisten Klaus Koch,
zum anderen mit seinem Pipe Trio, in dem außer Koglmann der Posaunist Rudolf Ruschel und der Tubist Raoul Herget mitwirkten.
Altsaxophon spielte bei fast allen Titeln Lee Konitz.
Im Titel „Love Is in My Heart“ (der Titel wurde erstmals mit einer small band unter der Leitung von Barney Bigard aufgenommen) schafft Koglmann Variationen der Stimmung des Originals, indem er auf seiner Trompete die Melancholie von Ben Websters Saxophon-Solo nachempfindet. Die Basslinie des Arrangements von Juan Tizols „Pyramid“, von Raoul Herget auf der Tuba gespielt, übernahm Koglmann dem Gil Evans Arrangement von „La Paloma“ für das Claude Thornhill Orchestra in den 1940er Jahren; in diesem Orchester wirkte damals Lee Konitz mit. Die Melodie im Original wurde von Johnny Hodges gespielt, dem damaligen Idol von Konitz. Die drei Variationen „Thoughts About Duke“ von Koglmann komponiert, kommen ohne Ellington-Zitate aus; Konrad Heidkamp hört aus den „zickigen Partikeln“ Anklänge an Jimmie Luncefords Ellington-Interpretationen heraus. Tony Coe und Lee Konitz schaffen Anklänge an Johnny Hodges und Paul Gonsalves.
Im frühen Ellington-Klassiker „The Mooche“ aus seiner „Jungle Style“-Periode ist das Thema hörbar; Coe und Konitz reflektieren auf Alt und Klarinette das Blues-Thema; der Gitarrist Burkhard Stangl bildet dabei das Echo von Lonnie Johnson hinter dem Gesang von Baby Cox im Original. Die Original-Stimmung ist die Gleiche, auch die Klangfarben sind ähnlich; Koglmann aber bricht die rhythmischen und harmonischen Strukturen auf. Dies sind nicht „normale“ Variationen in einem „klassischen Sinne“, so Art Lange in seiner Analyse; in „Zweet Zurzday“ (aus der Suite „Sweet Thursday“) und in „Love is In My Heart“ verändert Koglmann den „Pop“-Charakter der Originals durch bitonale, unsynchrone Phrasierungen und eine Passage freier Improvisation. Der letzte Titel des Albums, „Dirge“ ist eine Wiederentdeckung Koglmanns; Ellingtons Komponist und Arrangeur Billy Strayhorn verwarf das Stück nach der ersten Aufnahme beim Carnegie Hall Konzert im Januar 1943; es wurde vom Duke Ellington Orchestra nie wieder gespielt. Koglmann interpretiert es mit einem Hauch eines Wagnerschen Trauermarsches und Lee Konitz’ Solo sorgt für einen weichen Balsam.

## Albumstücke
1. "Lament for Javanette" (Ellington) 5:15 – Monoblue Quartet & Lee Konitz
2. "Ko-Ko" (Ellington) 4:14 – Pipe Trio & Lee Konitz
3. "Zweet Zurzday" (Ellington/Billy Strayhorn) 8:01 – Monoblue Quartet & Lee Konitz
4. "Thoughts About Duke I" (Koglmann) 6:30 – Pipe Trio
5. "Thoughts About Duke II" (Koglmann) 4:34 – Monoblue Quartet & Lee Konitz
6. "Love Is in My Heart" (Ellington) 5:29 – Monoblue Quartet & Lee Konitz
7. "Pyramid" (Juan Tizol) 5:52 – Pipe Trio & Lee Konitz
8. "Thoughts About Duke III" (Koglmann) 4:33 – Pipe Trio & Lee Konitz
9. "The Mooche" (Ellington) 5:49 – Monoblue Quartet & Lee Konitz
10. "Dirge" (Billy Strayhorn) 6:08 – Pipe Trio & Lee Konitz

## Wirkungsgeschichte
Die Zeit lobte 1996 das Album als „Jazz von kammermusikalischer Qualität“. Im Musikexpress hieß es: „Koglmann und Konitz treffen sich an den Rändern ihrer jeweiligen musikalischen Universen, Ersterer agiert so konventionell wie nötig. Letzterer so frei wie möglich.“ Richard Cook und Brian Morton zeichneten das Album im Penguin Guide to Jazz on CD mit der zweithöchsten Bewertung aus.

## Editionsgeschichte
Ende der 1990er Jahre wurde die 6000er-Serie des HatHut Labels gestrichen; die meisten von Koglmanns Alben der 1980er und 1990er Jahre verschwanden daher aus dem Katalog. Lediglich das Ellington-Album  (bisher unter: HatART CD 6163) überlebte die Umwandlung in das neue HatOLOGY-Imprint unter der Nummer 543.